# Андреев, Андрей Анатольевич (политик)
Андрей Анатольевич Андреев (р. 24 мая 1976) — российский политический деятель. Депутат Государственной Думы пятого и шестого созывов (фракция КПРФ). Член Центрального комитета КПРФ.

## Биография
Родился 24 мая 1976 года в Томске. В 1979—1993 годах жил в г. Глазове (Удмуртия). В 1999 году окончил факультет журналистики МГУ.
В 1997—2006 годах возглавлял пресс-службу КПРФ и был пресс-секретарём лидера КПРФ Г. А. Зюганова. В 2003 году назначен заместителем генерального директора редакции газеты «Правда».
В 2007 году был избран депутатом Государственной думы пятого созыва, набрал 24,50 %. Вошёл во фракцию КПРФ, был членом комитета ГД по информационной политике, информационным технологиям и связи.
В 2011 году избран депутатом Государственной думы шестого созыва, член фракции КПРФ, член комитета ГД по транспорту, заместитель председателя комиссии ГД по вопросам депутатской этики.
На выборах в Государственную думу VII созыва (2016) баллотировался от КПРФ по 96 Братскому одномандатному избирательному округу, Иркутская область — набрал 23,08 %, а также включён в федеральный список от КПРФ (региональная группа 21, Иркутская область).
В 2018 году избран депутатом Законодательного Собрания Иркутской области третьего созыва по одномандатному избирательному округу № 9 (город Братск) — набрал 56,73 %, заместитель руководителя фракции КПРФ в Законодательном Собрании Иркутской области, 29 января 2020 года на очередной сессии Законодательного Собрания Иркутской области ему была вручена Почетная грамота Совета Федерации Федерального Собрания Российской Федерации.
Кандидат филологических наук. Доцент МГУ.